# Mazama nanus
Mazama nanus is een zoogdier uit de familie van de hertachtigen (Cervidae). De wetenschappelijke naam van de soort werd voor het eerst geldig gepubliceerd door Hensel in 1872.

## Voorkomen
De soort komt voor in Brazilië, Paraguay en Argentinië.